# Sonata per pianoforte a quattro mani K 357
La Sonata per pianoforte a 4 mani K. 357 è un'opera composta da Wolfgang Amadeus Mozart, inserita nel suo catalogo di composizioni per due pianoforti o per pianoforte a quattro mani. Questa sonata è nota per la sua vivace energia e la sua struttura equilibrata, rappresentando un esempio brillante della musica da camera del periodo classico.

## Storia e contesto
La sonata K. 357 fu composta da Mozart intorno al 1781-1782, un periodo in cui il compositore stava sperimentando e perfezionando le sue composizioni per strumenti a tastiera. La sua scrittura per due pianoforti o per pianoforte a quattro mani era molto popolare tra le famiglie nobili e gli appassionati di musica dell'epoca, poiché permetteva di condividere l'esperienza musicale in modo più intimo e sociale.

## Struttura e caratteristiche
La sonata è tipicamente strutturata in tre movimenti:
1. Allegro con brio – Un movimento energico e vivace, caratterizzato da temi brillanti e un ritmo incalzante.
2. Andante – Un momento più lento e melodico, che offre un contrasto dolce e riflessivo rispetto al primo movimento.
3. Presto – Un finale rapido e gioioso, che conclude l'opera con un senso di allegria e dinamismo.

La scrittura musicale di Mozart in questa sonata si distingue per la chiarezza delle linee melodiche, l'equilibrio tra le parti e l'uso sapiente delle dinamiche e delle articolazioni, creando un dialogo armonioso tra i due esecutori.

## Significato e ricezione
La Sonata K. 357 è apprezzata per la sua brillantezza e per la capacità di coinvolgere sia i musicisti che il pubblico. È considerata una delle opere più rappresentative della musica da camera di Mozart, dimostrando la sua maestria nel creare musica accessibile ma ricca di profondità espressiva.

## Conclusione
Questa sonata rimane una delle composizioni più amate per pianoforte a quattro mani, apprezzata ancora oggi per la sua vitalità e il suo spirito gioioso. È spesso eseguita in concerti e studiata dai musicisti che desiderano approfondire il repertorio classico per due pianoforti.
| Controllo di autorità | VIAF (EN) 177678004 · BNF (FR) cb13915229t (data) · J9U (EN, HE) 987011504654305171 |